# Acridotheres
Acridotheres là một chi chim trong họ Sturnidae.

## Hình ảnh

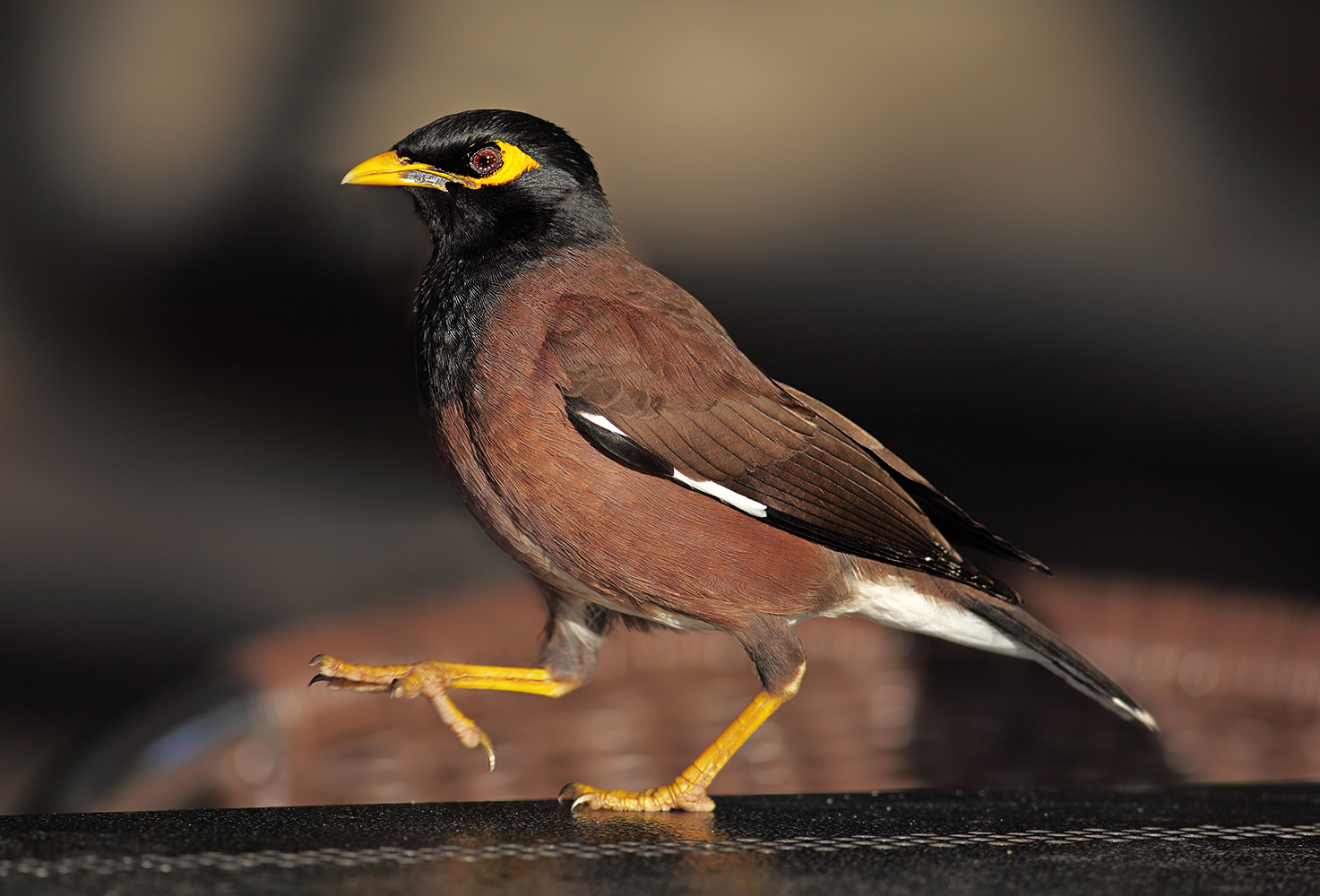
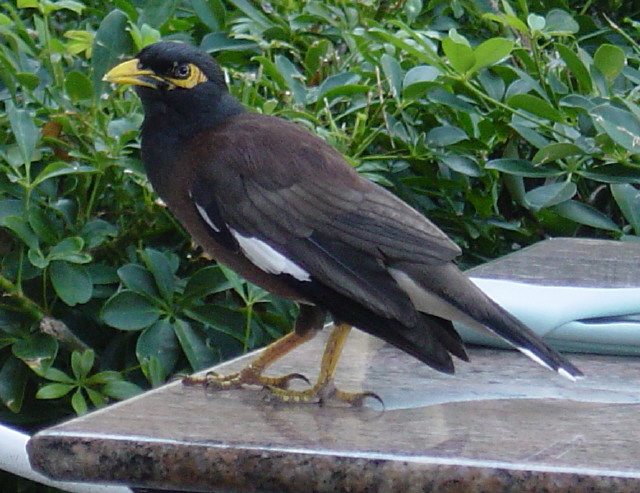
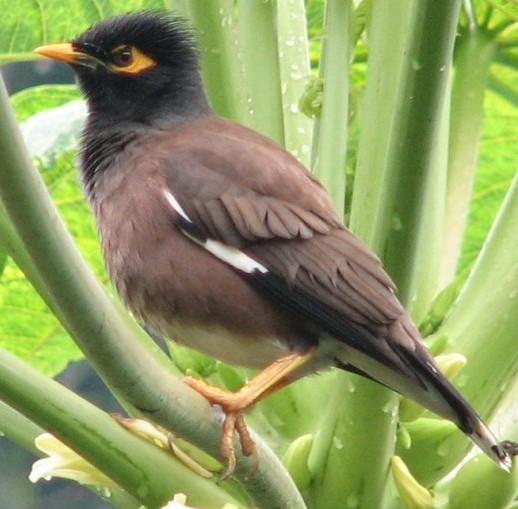

## Các loài
- Acridotheres grandis
- Acridotheres cristatellus
- Acridotheres javanicus
- Acridotheres cinereus
- Acridotheres fuscus
- Acridotheres albocinctus
- Acridotheres ginginianus
- Acridotheres tristis